# 2005 en Asie
2003 en Asie - 2004 en Asie - 2005 en Asie - 2006 en Asie - 2007 en Asie

## Janvier

### Lundi3 janvier 2005
- Irak : une vague d'attentats meurtriers a frappé l'Irak faisant au moins 30 tués, dont l'un mené par un kamikaze près du siège du parti du premier ministre irakien à Bagdad qui a coûté la vie à quatre personnes. Le ministre de la défense irakien, Hazim Al Chaalane, n'a pas exclu un report des élections prévues le 30 janvier, si les sunnites, qui réclament qu'elles soient différées, devaient les boycotter.
- La Chine compte 1,3 milliard d’habitants.
- 145 000 morts selon le dernier bilan de la catastrophe liée aux tsunamis de l’océan Indien. On estime à 1,8 million le nombre de personnes sinistrées pour plus de 5 millions de sans-abri.

### Jeudi6 janvier 2005
- La population de la Chine continentale atteint 1 300 000 000 d'habitants par la naissance d'un garçon.

### Vendredi7 janvier 2005
- Tsunami, G7 : le groupe des sept pays les plus industrialisés de la planète (qui comprend les États-Unis, la France, l'Italie, l'Allemagne, le Japon, le Canada et la Grande-Bretagne) a accepté un moratoire sur le remboursement de la dette des pays victimes des raz-de-marée du 26 décembre en Asie, selon un communiqué officiel publié vendredi 7 janvier à Londres.

### Samedi8 janvier 2005
- Palestine : à la veille de l'élection présidentielle pour laquelle Mahmoud Abbas apparaît favori pour succéder à Yasser Arafat, les observateurs internationaux vérifiaient samedi si les restrictions de déplacement dans les territoires palestiniens avaient été assouplies pour l'occasion, comme promis par l'État hébreu. Celui-ci se réserve le droit de revenir sur ces mesures en cas d'attaque. Le candidat du Fatah a renoncé à tenir une réunion à Jérusalem-Est, qui devait clore sa campagne électorale.

### Dimanche9 janvier 2005
- Palestine : Mahmoud Abbas remporte l'élection présidentielle.
- Conflit israélo-arabe : un officier français, employé par les Nations unies, a été tué par un obus autour des fermes de Chebaa, sud du Liban. Des avions israéliens et l'artillerie visaient de probables positions du Hezbollah.

### Lundi10 janvier 2005
- Israël, Palestine : dans la même journée,
  - le nouveau gouvernement d'union nationale d'Ariel Sharon a été approuvé par le Parlement israélien,
  - Mahmoud Abbas, dont les objectifs sont la recherche de la paix et la lutte contre la corruption, a été déclaré élu président de l'Autorité palestinienne avec 66 % des voix. Sharon et lui semblent affichés une volonté de renouer le dialogue.
- Tsunami : alors que les sauveteurs continuent à récupérer près de deux mille corps par jour à Sumatra, l'aide internationale s'élevait ce jour à 6,5 milliards d'euros.
  - L'aide par une annulation de la dette des pays sinistrés est débattue au cours d'un sommet des principaux pays créanciers.
- Irak, disparition de la journaliste française Florence Aubenas et de son guide Hussein Hanoun Al Saadi : après l'appel d'écrivains et de lauréats du prix Nobel de littérature dimanche, un texte de soutien a été publié par des journalistes arabes. Reporters sans frontières prévoit une soirée de soutien et le Premier ministre français, Jean-Pierre Raffarin, a affirmé que « l'État mobilise tous ses moyens pour retrouver » Florence Aubenas et Hussein Hanoun Al Saadi.

### Samedi15 janvier 2005
- Israël : Mahmoud Abbas est officiellement investi président de l'autorité palestinienne. Le gouvernement israélien se déclare déçu du comportement de Mahmoud Abbas, qu'il ne juge pas assez intransigeant avec les terroristes. Le gouvernement israélien a gelé tout contact avec l'autorité palestinienne, à la suite d'un attentat qui a tué six Israéliens.

### Lundi17 janvier 2005
- Chine : décès de Zhao Ziyang, ancien secrétaire général du Parti communiste chinois, limogé en 1989 et placé en résidence surveillée pour s'être opposé à la répression des manifestations de la place Tian'anmen.
- Thaïlande : une collision entre deux rames du métro de Bangkok fait plus d'une centaine de blessés.

### Samedi22 janvier 2005
- Israël-Palestine : après le Hamas, deux autres organisations para-militaires ont négocié avec le président de l'OLP un cessez-le-feu conditionnel envers Israël « si les incursions et les opérations militaires israéliennes cessaient ».

### Mercredi26 janvier 2005
- Irak : journée meurtrière pour l'armée américaine qui perd 37 soldats, dont 30 par suite du crash au sol de leur hélicoptère dans l'ouest du pays.

### Dimanche30 janvier 2005
- Irak : premières élections pluralistes.

## Février

### Jeudi3 février 2005
- Afghanistan : crash d'un Boeing 737 à l'est de Kaboul, avec 104 passagers et membres d'équipage à bord.

### Lundi14 février 2005
- Liban : assassinat à Beyrouth de l'ancien Premier ministre libanais Rafic Hariri dans un attentat à l'explosif.

## Mars

### Vendredi25 mars 2005
- Japon, Aichi : Ouverture de l'Expo 2005, 1re exposition universelle du XXIe siècle.
- Kirghizistan : renversement du gouvernement par la Révolution des Tulipes.

## Avril

### Jeudi7 mai 2005
- Liban : retour du général Michel Aoun au Liban après quinze années d'exil.

## Mai

### Samedi7 mai 2005
- Birmanie : trois explosions entendues dans 3 centres commerciaux différents, le centre commercial de Dagon, le Trade Centre de Rangoon où la Thaïlande organisait une foire exposition et le Junction-8. Il y aurait au moins 11 morts et 162 blessées.

## Décembre
- Japon : hiver rigoureux et températures négatives record ; voir Hiver 2006 au Japon.

### Lundi12 décembre 2005
- Liban : assassinat dans un attentat à la voiture piégée du député anti-syrien Gébrane Tuéni.

### Jeudi15 décembre 2005
- Palestine : démission du Premier ministre palestinien Ahmed Qorei.

## Décès

### Mois dejanvier 2005
- 3 janvier : Jayonto N. Dixit, 68 ans, homme politique indien.
- 4 janvier : Ali al-Haidri, homme politique irakien, gouverneur de Bagdad.
- 12 janvier : Amrish Puri, 67 ans, acteur indien indien. (° 22 juin 1932).
- 17 janvier : Zhao Ziyang, 85 ans, homme politique chinois. (° 17 octobre 1919)
- 21 janvier : Parvin Babi, 49 ans, actrice indienne.
- 23 janvier : Mutsuko Sakura (桜むつ子), 83 ans, actrice japonaise.
- 29 janvier : Ephraim Kishon, 80 ans, écrivain, journaliste, chroniqueur et scénariste satirique israélien. (° 23 août 1924)
- 31 janvier : Yutsuko Chusonji, 42 ans, dessinatrice de bande dessinée japonaise.

### Mois defévrier 2005
- 14 février : Rafic Hariri, 60 ans, homme politique libanais. Premier ministre de 1992 à 1998 et de 2000 à 2004. (° 1er novembre 1944).

### Mois demars 2005
- x

### Mois d'avril 2005
- x

### Mois demai 2005
- x

### Mois dejuin 2005
- x

### Mois dejuillet 2005
- x

### Mois d'août 2005
- x

### Mois deseptembre 2005
- x

### Mois d'octobre 2005
- x

### Mois denovembre 2005
- x

### Mois dedécembre 2005
- x